# 교황 루치오 3세
교황 루치오 3세(라틴어: Lucius PP. III, 이탈리아어: Papa Lucio III)는 제171대 교황(재위: 1181년 9월 1일 - 1185년 9월 25일)이다. 본명은 우발도 알루친골리(이탈리아어: Ubaldo Allucingoli)이다.

## 교황 선출 이전
1100년경(아마도 1097년으로 추정) 루카 태생인 그는 오를란도의 아들이다. 일반적으로 알루친골리라는 귀족 집안의 일족으로 알려져 있지만, 확실하지 않다. 그는 시토회와 긴밀한 유대 관계를 맺었으나 입회하지는 않았다. 1138년 12월 교황 인노첸시오 2세에 의해 산 아드리아노 성당의 부제급 추기경에 서임되었다가 나중에 산타 프라세데 성당의 사제급 추기경이 되었다(1141년 5월). 1158년 12월 교황 하드리아노 4세는 그를 오스티아와 발레트리의 주교급 추기경에 임명하였다. 그는 추기경단 단장이 되어, 교황 알렉산데르 3세로부터 두터운 신망을 받은 추기경들 가운데 한 사람이 되었다.

## 교황 선출 이후
1181년 알렉산데르 3세가 선종한지 이틀 만에 교황으로 선출된 후, 그는 1181년부터 1182년 3월까지 로마에 거주했으나 로마 내에 교황에 반대하는 세력의 활동으로 인해 강제로 로마에서 쫓겨나 남은 재위기간을 발레트리, 아냐니, 베로나 등지를 전전하며 보냈다.
루치오 3세는 재위기간 내내 신성 로마 제국과 항상 긴장 관계였다. 특히 고인이 된 토스카나의 마틸데가 남긴 영지의 소유권을 놓고 황제 프리드리히 1세와 대립하였는데, 이 논쟁은 1177년 교황청과 신성 로마 제국 사이에 맺어진 베네치아 조약에 따라 미결 상태로 남아있었다. 1182년 황제는 교황청이 영지에 대한 권리 주장을 철회하는 대신 황제가 이탈리아에서 벌어들이는 수입 중에서 교황에게 1할, 추기경들에게 1할 등 총 2할을 주겠다고 제안했지만, 루치오 3세는 이에 찬성하지 않았고 이듬해 황제가 제안한 또 다른 타협안에도 동의하지 않았다. 1184년 10월 베로나에서 교황과 황제가 직접 만나 이야기해 봤지만, 아무런 소득 없이 끝났다.
이처럼 교황청과 신성 로마 제국이 갈등하는 사이 이단 문제가 정치적으로 해결해야 할 만큼 심각한 사회 문제로 떠올랐다. 1184년 루치오 3세는 《전멸을 위하여》(Ad abolendam)를 반포하여 황제가 허용함에 따라 교회의 사도적 권위에 따른 규정에 의거하여 이단에 맞선 투쟁에 참여하지 않는 도시들과 기타 영지들의 백작들과 남작들, 집정관들은 파문될 것이며, 파문된 지역에는 그 즉시 성무 금지 처분이 내려진다고 선언하였다.
그사이 루치오 3세와 프리드리히 1세 사이에 또 다른 갈등 요소가 생겼는데, 바로 1183년 트리어의 새 주교 선출을 놓고 교황이 내세운 후보인 카르덴의 풀마르와 황제가 내세운 후보인 비트의 루돌프 사이에 경쟁이 일어난 것이다. 루치오 3세는 1185년 프리드리히 1세의 후계자로 낙점된 호엔슈타우펜의 하인리히의 대관식을 주재하는 것을 거절함으로써 황제에게 적대적인 정책을 취하였다. 교황청과 제국 간의 불화는 이탈리아 정치 문제로 확대되었다.
1184년 11월 루치오 3세는 베로나에 시노드를 소집해 카타리파와 파타리아, 발도파, 아르놀도파를 규탄하고 그들을 모두 이단으로 선언하며 파문하였다. 세간에서 흔히 말하는 것과는 달리 그는 그들을 대상으로 하는 종교재판을 제정하지 않았다. 종교재판은 한참 후인 1234년 교황 그레고리오 9세 때에 가서야 제정된 것이다.
1185년 루치오 3세는 예루살렘 국왕 보두앵 4세의 요청에 따라 제3차 십자군 원정을 준비하던 와중에 베로나에서 선종했다.

## 같이 보기
- 교황 목록